# Elena Gatti Caporaso
Elena Gatti Caporaso (Roma, 2 marzo 1918 – 13 settembre 1999) è stata una politica italiana.

## Biografia
Laureata in giurisprudenza, esponente del Partito Socialista Italiano, viene eletta deputata nel 1953, restando in carica fino al 1958.
Nel 1968 è candidata al Senato della Repubblica nella lista PSI-PSDI Unificati, risultando la prima dei non eletti; diventa senatrice nel gennaio 1969 subentrando al posto del defunto Alessandro Morino. Durante la V Legislatura è stata sottosegretaria alla pubblica istruzione nel Governo Rumor III e nel Governo Colombo. Termina il proprio mandato parlamentare nel 1972.
Muore all'età di 81 anni, nel settembre del 1999.